# Wicklow Mountains
De Wicklow Mountains (Iers: Sléibhte Chill Mhantáin) vormen een bergketen in het zuidoosten van Ierland.
De keten loopt ruwweg noord-zuid van het zuiden van County Dublin via County Wicklow naar County Wexford. De hoogste berg in de keten is de Lugnaquilla met 925 m, de Mullaghcleevaun met 847 m is de op een na hoogste, en de Kippure met 757 m is het hoogste punt in Co. Dublin. Het gedeelte in het graafschap Dublin staat lokaal bekend als de Dublin Mountains (Sléibhte Bhaile Átha Cliath).
Een klein gedeelte, zo'n 2800 ha, is beschermd natuurgebied, het Nationaal Park Wicklow Mountains. De Wicklow Way, een langeafstandswandelpad, voert gedeeltelijk door de Wicklow Mountains. In het graafschap Dublin loopt de Dublin Mountains Way doorheen het gebergte.

## Ontstaan en bodem
De Wicklow Mountains bestaan voornamelijk uit graniet- en leisteengesteenten, die tijdens de Caledonische gebergtevorming ontstaan zijn. De bergen zijn onderdeel van een grotere granietmassa die zich uitstrekt van Dún Laoghaire naar New Ross en daarmee de grootste granietbatholiet in Noordwest-Europa is.
De in de ijstijd door gletsjers afgeronde toppen waren oorspronkelijk met eiken- en beukenwoud begroeid.
Na vroegtijdige ontbossing bestaat het gebied nu grotendeels uit blanket bog (een voor Ierland kenmerkend uitgestrekt hoogveengebied), alhoewel er in moderne tijden wel bosaanplant heeft plaatsgevonden. Het betreft hier echter voornamelijk snelgroeiend naaldhout dat voor de commerciële bosbouw geschikt is.

## Water

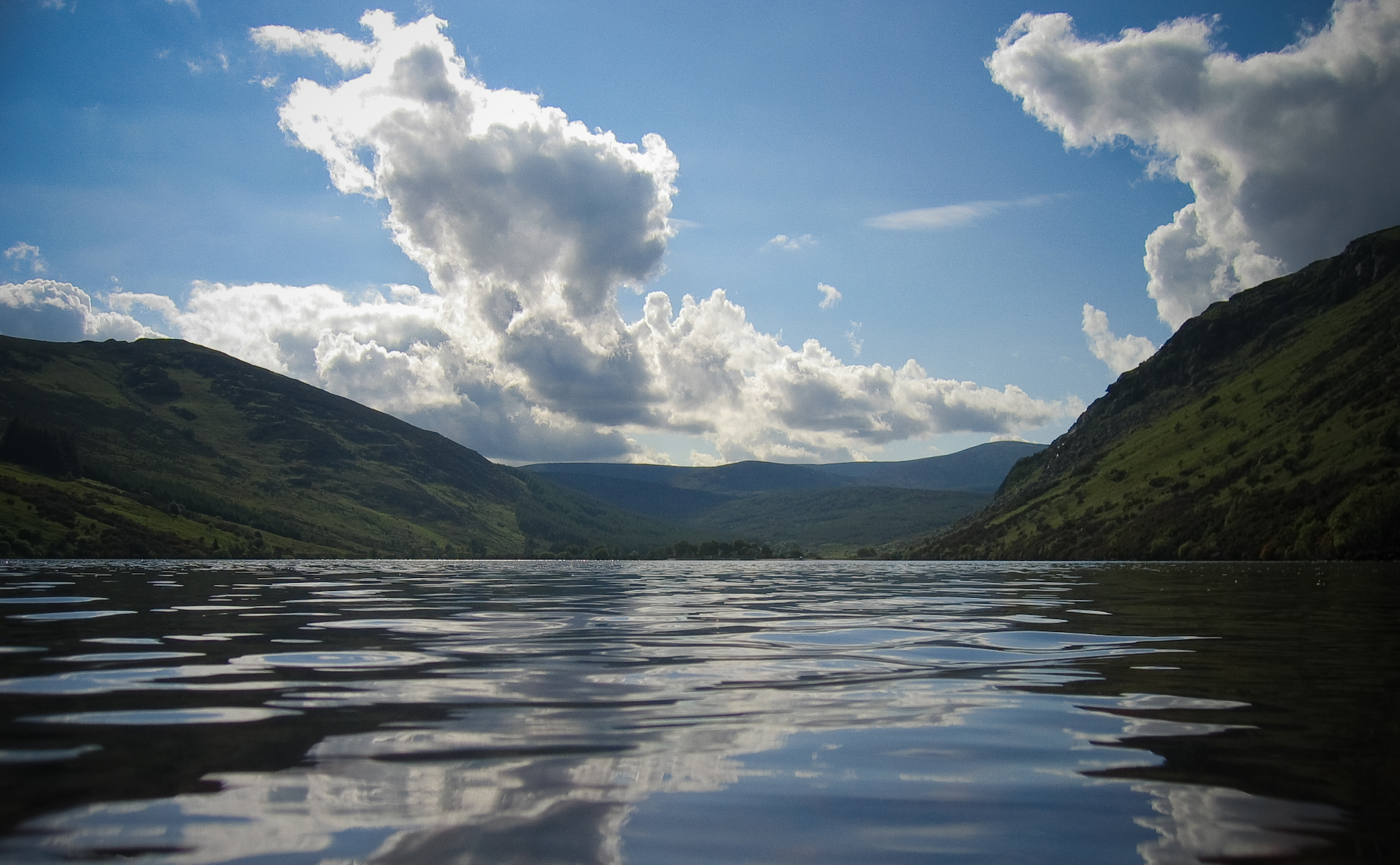
Lough Dan

De Slaney ontspringt net ten zuidwesten van de Lugnaquilla en loopt langs de westelijke uitlopers van de Wicklow Mountains alvorens bij Wexford in de Ierse Zee uit te monden. Ook verschillende andere rivieren, zoals de Liffey, Vartry, Dodder en Dargle ontspringen in de Wicklow Mountains. De Dargle is de bron van de hoogste waterval van Ierland, de Powerscourtwaterval.
Verschillende zogeheten ribbon lakes zoals Upper en Lower Lake Glendalough en Lough Dan zijn te vinden aan de oostzijde van het gebied.
De Wicklow Mountains zijn verder rijk aan corrie lakes, bergmeren in door gletsjers uitgesleten keteldalen, zoals Upper en Lower Lough Bray, Lough Ouler en Lough Nahagan. Het laatstgenoemde corrie lake vormt het onderste reservoir van de Turlough-Hill-centrale, de enige pompcentrale in Ierland. Hij bevindt zich op de Wicklowpas (Wicklow Gap) halverwege tussen Hollywood en Glendalough.
Water uit een bron in de Wicklow Mountains wordt gebruikt voor het brouwen van Guinness-bier.

## Recreatie en bezienswaardigheden
Door de aanwezigheid van meerdere vormen van recreatie (vissen, raften, wandelen) en de nabijheid van Dublin wordt het gebied veel bezocht.
Ook de kloosterruïnes van Glendalough, het bezoekerscentrum van het Nationaal Park Wicklow Mountains (ook in Glendalough), de Powerscourtwaterval (met 121 m de hoogste van Ierland) en de Powerscourt Gardens zijn populaire plekken in het gebied.

## Foto's

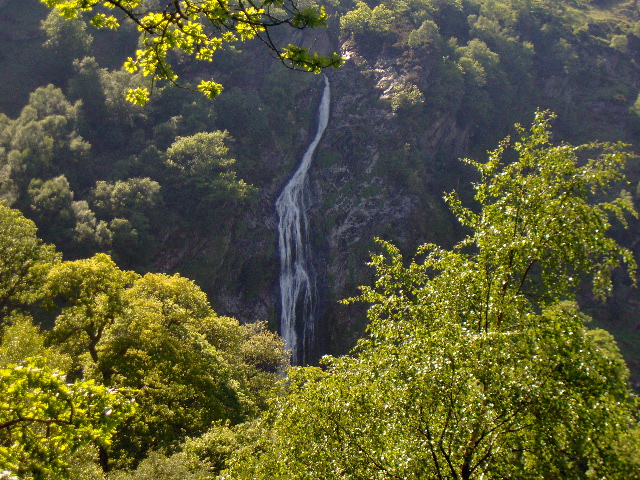
Powerscourtwaterval
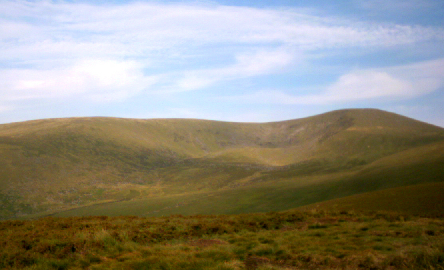
Lugnaquilla
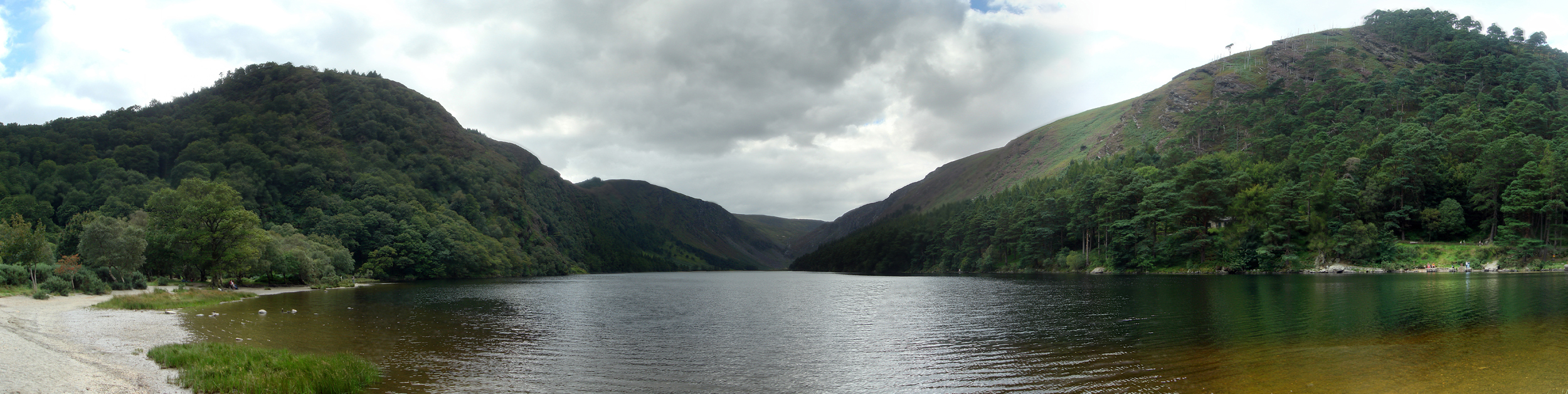
Upper Lake, Glendalough
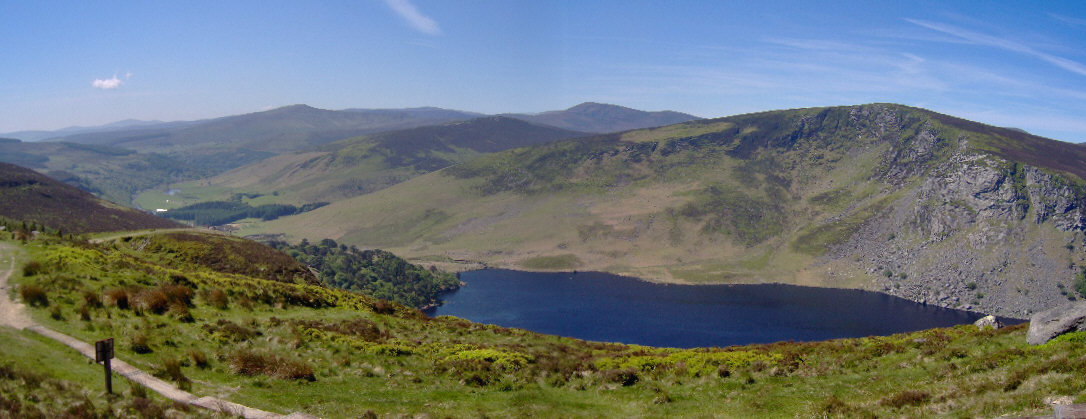
Lough Tay